# Rhizogeniates cavalcantii
Rhizogeniates cavalcantii är en skalbaggsart som beskrevs av Ohaus 1917. Rhizogeniates cavalcantii ingår i släktet Rhizogeniates och familjen Rutelidae. Inga underarter finns listade i Catalogue of Life.